# تارو أسو
تارو أسو (باليابانية: 麻生太郎 أسو تارو) (مواليد 20 سبتمبر 1940) هو سياسي ياباني شغل منصب رئيس وزراء اليابان الثاني والتسعون، في الفترة بين 24 سبتمبر 2008 وحتى سبتمبر 2009. يشغل تارو حاليا منصب رئيس الحزب الليبرالي الديمقراطي وعمل كوزير للخارجية في اليابان في الفترة بين 2005 - 2007، كما أنه عضو في مجلس النواب الياباني منذ عام 1979.

## روابط خارجية
- تارو أسو على موقع الموسوعة البريطانية (الإنجليزية)
- تارو أسو على موقع مونزينجر (الألمانية)
- تارو أسو على موقع إن إن دي بي (الإنجليزية)
- تارو أسو على موقع أوليمبيديا (الإنجليزية)